# Brabham BT7
La Brabham BT7 è una vettura da Formula 1 realizzata dalla Brabham nel 1963.

## Sviluppo
Dopo il positivo avvio della stagione 1962, nel 1963 Jack Brabham e Ron Tauranac realizzarono una versione potenziata della BT3 denominata BT7.

## Tecnica
Le sospensioni erano state riviste e il precedente cambio Colotti -Francis, giudicato troppo fragile, venne sostituito con un nuovo modello Hewland manuale a cinque rapporti. L'aerodinamica venne curata dall'ex ingegnere della Jaguar Malcolm Sayer. Come propulsore venne impiegato un Coventry Climax FWMV V8 Mk III da 190 cv di potenza con coppia di 160 Nm. Il telaio era del tipo multi tubolare in configurazione spaceframe.
Della BT7 venne sviluppata anche una versione speciale da fornire a piloti privati che non correvano per il team ufficiale britannico. Denominata BT11, aveva come unica differenza la carreggiata più larga rispetto alla vettura da cui traeva origine. Cinque esemplari vennero però dotati un propulsore BRM P56 V8.

## Attività sportiva
Della BT7 ne vennero realizzati due modelli, uno affidato a Jack Brabham e l'altro alla nuova prima guida Dan Gurney. Il debutto della nuova vettura avvenne al primo GP della stagione che si svolse a Monaco, ma un problema tecnico costrinse al ritiro il mezzo. Nel successivo GP del Belgio svoltosi a Spa Francorchamps il pilota statunitense riuscì a terminare la gara in terza posizione, segnando il primo podio del giovane team britannico. In seguito si ebbe un secondo posto a Zandvoort, in Messico e in Sud Africa, permettendo alla squadra di posizionarsi terza in classifica costruttori superando addirittura la Scuderia Ferrari giunta quarta. Nella stagione successiva la BT7 venne nuovamente schierata e riuscì ad aggiudicarsi i Gran premi di Francia e Messico con Gurney.
Tra il 1964 e il 1965 la versione evoluta BT11, sia in team privati che nella squadra Brabham, riuscì a cogliere alcuni piazzamenti a podio prima di essere impiegata nella Formula Tasman.